# Unicodeblock Kyrillisch, erweitert-B
Der Unicodeblock Kyrillisch, erweitert-B (engl. Cyrillic Extended-B, U+A640 bis U+A69F) enthält überwiegend besondere Buchstabenvarianten und diakritische Zeichen der altkyrillischen Schrift, die in verschiedenen Handschriften und Altdrucken vorkommen und in modernen Editionen verwendet werden, sowie der alten abchasischen Orthographie.

## Tabelle
| Unicodenummer  | Zeichen (400 %) | Kategorie                               | Bidirektionale Klasse       | Offizielle Bezeichnung                             | Beschreibung                                                       |
| -------------- | --------------- | --------------------------------------- | --------------------------- | -------------------------------------------------- | ------------------------------------------------------------------ |
| U+A640 (42560) | Ꙁ               | Großbuchstabe                           | links nach rechts           | CYRILLIC CAPITAL LETTER ZEMLYA                     | Kyrillischer Großbuchstabe Semlja                                  |
| U+A641 (42561) | ꙁ               | Kleinbuchstabe                          | links nach rechts           | CYRILLIC SMALL LETTER ZEMLYA                       | Kyrillischer Kleinbuchstabe Semlja                                 |
| U+A642 (42562) | Ꙃ               | Großbuchstabe                           | links nach rechts           | CYRILLIC CAPITAL LETTER DZELO                      | Kyrillischer Großbuchstabe Dselo                                   |
| U+A643 (42563) | ꙃ               | Kleinbuchstabe                          | links nach rechts           | CYRILLIC SMALL LETTER DZELO                        | Kyrillischer Kleinbuchstabe Dselo                                  |
| U+A644 (42564) | Ꙅ               | Großbuchstabe                           | links nach rechts           | CYRILLIC CAPITAL LETTER REVERSED DZE               | Kyrillischer Großbuchstabe umgedrehtes Dse                         |
| U+A645 (42565) | ꙅ               | Kleinbuchstabe                          | links nach rechts           | CYRILLIC SMALL LETTER REVERSED DZE                 | Kyrillischer Kleinbuchstabe umgedrehtes Dse                        |
| U+A646 (42566) | Ꙇ               | Großbuchstabe                           | links nach rechts           | CYRILLIC CAPITAL LETTER IOTA                       | Kyrillischer Großbuchstabe Jota                                    |
| U+A647 (42567) | ꙇ               | Kleinbuchstabe                          | links nach rechts           | CYRILLIC SMALL LETTER IOTA                         | Kyrillischer Kleinbuchstabe Jota                                   |
| U+A648 (42568) | Ꙉ               | Großbuchstabe                           | links nach rechts           | CYRILLIC CAPITAL LETTER DJERV                      | Kyrillischer Großbuchstabe Djerv                                   |
| U+A649 (42569) | ꙉ               | Kleinbuchstabe                          | links nach rechts           | CYRILLIC SMALL LETTER DJERV                        | Kyrillischer Kleinbuchstabe Djerv                                  |
| U+A64A (42570) | Ꙋ               | Großbuchstabe                           | links nach rechts           | CYRILLIC CAPITAL LETTER MONOGRAPH UK               | Kyrillischer Großbuchstabe monographisches Uk                      |
| U+A64B (42571) | ꙋ               | Kleinbuchstabe                          | links nach rechts           | CYRILLIC SMALL LETTER MONOGRAPH UK                 | Kyrillischer Kleinbuchstabe monographisches Uk                     |
| U+A64C (42572) | Ꙍ               | Großbuchstabe                           | links nach rechts           | CYRILLIC CAPITAL LETTER BROAD OMEGA                | Kyrillischer Großbuchstabe breites Omega                           |
| U+A64D (42573) | ꙍ               | Kleinbuchstabe                          | links nach rechts           | CYRILLIC SMALL LETTER BROAD OMEGA                  | Kyrillischer Kleinbuchstabe breites Omega                          |
| U+A64E (42574) | Ꙏ               | Großbuchstabe                           | links nach rechts           | CYRILLIC CAPITAL LETTER NEUTRAL YER                | Kyrillischer Großbuchstabe neutrales Jer                           |
| U+A64F (42575) | ꙏ               | Kleinbuchstabe                          | links nach rechts           | CYRILLIC SMALL LETTER NEUTRAL YER                  | Kyrillischer Kleinbuchstabe neutrales Jer                          |
| U+A650 (42576) | Ꙑ               | Großbuchstabe                           | links nach rechts           | CYRILLIC CAPITAL LETTER YERU WITH BACK YER         | Kyrillischer Großbuchstabe Jery mit hinterem Jer                   |
| U+A651 (42577) | ꙑ               | Kleinbuchstabe                          | links nach rechts           | CYRILLIC SMALL LETTER YERU WITH BACK YER           | Kyrillischer Kleinbuchstabe Jery mit hinterem Jer                  |
| U+A652 (42578) | Ꙓ               | Großbuchstabe                           | links nach rechts           | CYRILLIC CAPITAL LETTER IOTIFIED YAT               | Kyrillischer Großbuchstabe präjotiertes Jat                        |
| U+A653 (42579) | ꙓ               | Kleinbuchstabe                          | links nach rechts           | CYRILLIC SMALL LETTER IOTIFIED YAT                 | Kyrillischer Kleinbuchstabe präjotiertes Jat                       |
| U+A654 (42580) | Ꙕ               | Großbuchstabe                           | links nach rechts           | CYRILLIC CAPITAL LETTER REVERSED YU                | Kyrillischer Großbuchstabe umgedrehtes Ju                          |
| U+A655 (42581) | ꙕ               | Kleinbuchstabe                          | links nach rechts           | CYRILLIC SMALL LETTER REVERSED YU                  | Kyrillischer Kleinbuchstabe umgedrehtes Ju                         |
| U+A656 (42582) | Ꙗ               | Großbuchstabe                           | links nach rechts           | CYRILLIC CAPITAL LETTER IOTIFIED A                 | Kyrillischer Großbuchstabe präjotiertes Ja                         |
| U+A657 (42583) | ꙗ               | Kleinbuchstabe                          | links nach rechts           | CYRILLIC SMALL LETTER IOTIFIED A                   | Kyrillischer Kleinbuchstabe präjotiertes Ja                        |
| U+A658 (42584) | Ꙙ               | Großbuchstabe                           | links nach rechts           | CYRILLIC CAPITAL LETTER CLOSED LITTLE YUS          | Kyrillischer Großbuchstabe geschlossenes kleines Jus               |
| U+A659 (42585) | ꙙ               | Kleinbuchstabe                          | links nach rechts           | CYRILLIC SMALL LETTER CLOSED LITTLE YUS            | Kyrillischer Kleinbuchstabe geschlossenes kleines Jus              |
| U+A65A (42586) | Ꙛ               | Großbuchstabe                           | links nach rechts           | CYRILLIC CAPITAL LETTER BLENDED YUS                | Kyrillischer Großbuchstabe verschmolzenes Jus                      |
| U+A65B (42587) | ꙛ               | Kleinbuchstabe                          | links nach rechts           | CYRILLIC SMALL LETTER BLENDED YUS                  | Kyrillischer Kleinbuchstabe verschmolzenes Jus                     |
| U+A65C (42588) | Ꙝ               | Großbuchstabe                           | links nach rechts           | CYRILLIC CAPITAL LETTER IOTIFIED CLOSED LITTLE YUS | Kyrillischer Großbuchstabe präjotiertes geschlossenes kleines Jus  |
| U+A65D (42589) | ꙝ               | Kleinbuchstabe                          | links nach rechts           | CYRILLIC SMALL LETTER IOTIFIED CLOSED LITTLE YUS   | Kyrillischer Kleinbuchstabe präjotiertes geschlossenes kleines Jus |
| U+A65E (42590) | Ꙟ               | Großbuchstabe                           | links nach rechts           | CYRILLIC CAPITAL LETTER YN                         | Kyrillischer Großbuchstabe Yn                                      |
| U+A65F (42591) | ꙟ               | Kleinbuchstabe                          | links nach rechts           | CYRILLIC SMALL LETTER YN                           | Kyrillischer Kleinbuchstabe Yn                                     |
| U+A660 (42592) | Ꙡ               | Großbuchstabe                           | links nach rechts           | CYRILLIC CAPITAL LETTER REVERSED TSE               | Kyrillischer Großbuchstabe gespiegeltes Ze                         |
| U+A661 (42593) | ꙡ               | Kleinbuchstabe                          | links nach rechts           | CYRILLIC SMALL LETTER REVERSED TSE                 | Kyrillischer Kleinbuchstabe gespiegeltes Ze                        |
| U+A662 (42594) | Ꙣ               | Großbuchstabe                           | links nach rechts           | CYRILLIC CAPITAL LETTER SOFT DE                    | Kyrillischer Großbuchstabe weiches De                              |
| U+A663 (42595) | ꙣ               | Kleinbuchstabe                          | links nach rechts           | CYRILLIC SMALL LETTER SOFT DE                      | Kyrillischer Kleinbuchstabe weiches De                             |
| U+A664 (42596) | Ꙥ               | Großbuchstabe                           | links nach rechts           | CYRILLIC CAPITAL LETTER SOFT EL                    | Kyrillischer Großbuchstabe weiches El                              |
| U+A665 (42597) | ꙥ               | Kleinbuchstabe                          | links nach rechts           | CYRILLIC SMALL LETTER SOFT EL                      | Kyrillischer Kleinbuchstabe weiches El                             |
| U+A666 (42598) | Ꙧ               | Großbuchstabe                           | links nach rechts           | CYRILLIC CAPITAL LETTER SOFT EM                    | Kyrillischer Großbuchstabe weiches Em                              |
| U+A667 (42599) | ꙧ               | Kleinbuchstabe                          | links nach rechts           | CYRILLIC SMALL LETTER SOFT EM                      | Kyrillischer Kleinbuchstabe weiches Em                             |
| U+A668 (42600) | Ꙩ               | Großbuchstabe                           | links nach rechts           | CYRILLIC CAPITAL LETTER MONOCULAR O                | Kyrillischer Großbuchstabe O mit einem Augenpunkt                  |
| U+A669 (42601) | ꙩ               | Kleinbuchstabe                          | links nach rechts           | CYRILLIC SMALL LETTER MONOCULAR O                  | Kyrillischer Kleinbuchstabe o mit einem Augenpunkt                 |
| U+A66A (42602) | Ꙫ               | Großbuchstabe                           | links nach rechts           | CYRILLIC CAPITAL LETTER BINOCULAR O                | Kyrillischer Großbuchstabe O mit zwei Augenpunkten                 |
| U+A66B (42603) | ꙫ               | Kleinbuchstabe                          | links nach rechts           | CYRILLIC SMALL LETTER BINOCULAR O                  | Kyrillischer Kleinbuchstabe o mit zwei Augenpunkten                |
| U+A66C (42604) | Ꙭ               | Großbuchstabe                           | links nach rechts           | CYRILLIC CAPITAL LETTER DOUBLE MONOCULAR O         | Kyrillischer Großbuchstabe doppeltes O mit Augenpunkten            |
| U+A66D (42605) | ꙭ               | Kleinbuchstabe                          | links nach rechts           | CYRILLIC SMALL LETTER DOUBLE MONOCULAR O           | Kyrillischer Kleinbuchstabe doppeltes o mit Augenpunkten           |
| U+A66E (42606) | ꙮ               | anderer Buchstabe, Silbe oder Ideogramm | links nach rechts           | CYRILLIC LETTER MULTIOCULAR O                      | Kyrillischer Buchstabe o mit vielen Augenpunkten                   |
| U+A66F (42607) | ꙯                | Markierung ohne Extrabreite             | Markierung ohne Extrabreite | COMBINING CYRILLIC VZMET                           | Kombinierender kyrillischer Wsmet                                  |
| U+A670 (42608) | ꙰                | umhüllende Markierung                   | Markierung ohne Extrabreite | COMBINING CYRILLIC TEN MILLIONS SIGN               | Kombinierendes kyrillisches Zehnmillionenzeichen                   |
| U+A671 (42609) | ꙱                | umhüllende Markierung                   | Markierung ohne Extrabreite | COMBINING CYRILLIC HUNDRED MILLIONS SIGN           | Kombinierendes kyrillisches Hundertmillionenzeichen                |
| U+A672 (42610) | ꙲                | umhüllende Markierung                   | Markierung ohne Extrabreite | COMBINING CYRILLIC THOUSAND MILLIONS SIGN          | Kombinierendes kyrillisches Milliardenzeichen                      |
| U+A673 (42611) | ꙳               | andere Interpunktion                    | anderes neutrales Zeichen   | SLAVONIC ASTERISK                                  | Kirchenslawischer Asterisk                                         |
| U+A674 (42612) | ꙴ                | Markierung ohne Extrabreite             | Markierung ohne Extrabreite | COMBINING CYRILLIC LETTER UKRAINIAN IE             | Kombinierender kyrillischer Buchstabe ukrainisches Je              |
| U+A675 (42613) | ꙵ                | Markierung ohne Extrabreite             | Markierung ohne Extrabreite | COMBINING CYRILLIC LETTER I                        | Kombinierender kyrillischer Buchstabe I                            |
| U+A676 (42614) | ꙶ                | Markierung ohne Extrabreite             | Markierung ohne Extrabreite | COMBINING CYRILLIC LETTER YI                       | Kombinierender kyrillischer Buchstabe Ji                           |
| U+A677 (42615) | ꙷ                | Markierung ohne Extrabreite             | Markierung ohne Extrabreite | COMBINING CYRILLIC LETTER U                        | Kombinierender kyrillischer Buchstabe U                            |
| U+A678 (42616) | ꙸ                | Markierung ohne Extrabreite             | Markierung ohne Extrabreite | COMBINING CYRILLIC LETTER HARD SIGN                | Kombinierender kyrillischer Buchstabe hartes Zeichen               |
| U+A679 (42617) | ꙹ                | Markierung ohne Extrabreite             | Markierung ohne Extrabreite | COMBINING CYRILLIC LETTER YERU                     | Kombinierender kyrillischer Buchstabe Jery                         |
| U+A67A (42618) | ꙺ                | Markierung ohne Extrabreite             | Markierung ohne Extrabreite | COMBINING CYRILLIC LETTER SOFT SIGN                | Kombinierender kyrillischer Buchstabe weiches Zeichen              |
| U+A67B (42619) | ꙻ                | Markierung ohne Extrabreite             | Markierung ohne Extrabreite | COMBINING CYRILLIC LETTER OMEGA                    | Kombinierender kyrillischer Buchstabe Omega                        |
| U+A67C (42620) | ꙼                | Markierung ohne Extrabreite             | Markierung ohne Extrabreite | COMBINING CYRILLIC KAVYKA                          | Kombinierende kyrillische Kawyka                                   |
| U+A67D (42621) | ꙽                | Markierung ohne Extrabreite             | Markierung ohne Extrabreite | COMBINING CYRILLIC PAYEROK                         | Kombinierender kyrillischer Pajerok                                |
| U+A67E (42622) | ꙾               | andere Interpunktion                    | anderes neutrales Zeichen   | CYRILLIC KAVYKA                                    | Kyrillische Kawyka                                                 |
| U+A67F (42623) | ꙿ               | modifizierender Buchstabe               | anderes neutrales Zeichen   | CYRILLIC PAYEROK                                   | Kyrillischer Pajerok                                               |
| U+A680 (42624) | Ꚁ               | Großbuchstabe                           | links nach rechts           | CYRILLIC CAPITAL LETTER DWE                        | Kyrillischer Großbuchstabe Dwe                                     |
| U+A681 (42625) | ꚁ               | Kleinbuchstabe                          | links nach rechts           | CYRILLIC SMALL LETTER DWE                          | Kyrillischer Kleinbuchstabe Dwe                                    |
| U+A682 (42626) | Ꚃ               | Großbuchstabe                           | links nach rechts           | CYRILLIC CAPITAL LETTER DZWE                       | Kyrillischer Großbuchstabe Dswe                                    |
| U+A683 (42627) | ꚃ               | Kleinbuchstabe                          | links nach rechts           | CYRILLIC SMALL LETTER DZWE                         | Kyrillischer Kleinbuchstabe Dswe                                   |
| U+A684 (42628) | Ꚅ               | Großbuchstabe                           | links nach rechts           | CYRILLIC CAPITAL LETTER ZHWE                       | Kyrillischer Großbuchstabe Schwe                                   |
| U+A685 (42629) | ꚅ               | Kleinbuchstabe                          | links nach rechts           | CYRILLIC SMALL LETTER ZHWE                         | Kyrillischer Kleinbuchstabe Schwe                                  |
| U+A686 (42630) | Ꚇ               | Großbuchstabe                           | links nach rechts           | CYRILLIC CAPITAL LETTER CCHE                       | Kyrillischer Großbuchstabe Ttsche                                  |
| U+A687 (42631) | ꚇ               | Kleinbuchstabe                          | links nach rechts           | CYRILLIC SMALL LETTER CCHE                         | Kyrillischer Kleinbuchstabe Ttsche                                 |
| U+A688 (42632) | Ꚉ               | Großbuchstabe                           | links nach rechts           | CYRILLIC CAPITAL LETTER DZZE                       | Kyrillischer Großbuchstabe Ddse                                    |
| U+A689 (42633) | ꚉ               | Kleinbuchstabe                          | links nach rechts           | CYRILLIC SMALL LETTER DZZE                         | Kyrillischer Kleinbuchstabe Ddse                                   |
| U+A68A (42634) | Ꚋ               | Großbuchstabe                           | links nach rechts           | CYRILLIC CAPITAL LETTER TE WITH MIDDLE HOOK        | Kyrillischer Großbuchstabe Te mit Mittelhaken                      |
| U+A68B (42635) | ꚋ               | Kleinbuchstabe                          | links nach rechts           | CYRILLIC SMALL LETTER TE WITH MIDDLE HOOK          | Kyrillischer Kleinbuchstabe Te mit Mittelhaken                     |
| U+A68C (42636) | Ꚍ               | Großbuchstabe                           | links nach rechts           | CYRILLIC CAPITAL LETTER TWE                        | Kyrillischer Großbuchstabe Twe                                     |
| U+A68D (42637) | ꚍ               | Kleinbuchstabe                          | links nach rechts           | CYRILLIC SMALL LETTER TWE                          | Kyrillischer Kleinbuchstabe Twe                                    |
| U+A68E (42638) | Ꚏ               | Großbuchstabe                           | links nach rechts           | CYRILLIC CAPITAL LETTER TSWE                       | Kyrillischer Großbuchstabe Zwe                                     |
| U+A68F (42639) | ꚏ               | Kleinbuchstabe                          | links nach rechts           | CYRILLIC SMALL LETTER TSWE                         | Kyrillischer Kleinbuchstabe Zwe                                    |
| U+A690 (42640) | Ꚑ               | Großbuchstabe                           | links nach rechts           | CYRILLIC CAPITAL LETTER TSSE                       | Kyrillischer Großbuchstabe Zze                                     |
| U+A691 (42641) | ꚑ               | Kleinbuchstabe                          | links nach rechts           | CYRILLIC SMALL LETTER TSSE                         | Kyrillischer Kleinbuchstabe Zze                                    |
| U+A692 (42642) | Ꚓ               | Großbuchstabe                           | links nach rechts           | CYRILLIC CAPITAL LETTER TCHE                       | Kyrillischer Großbuchstabe Ttsche                                  |
| U+A693 (42643) | ꚓ               | Kleinbuchstabe                          | links nach rechts           | CYRILLIC SMALL LETTER TCHE                         | Kyrillischer Kleinbuchstabe Ttsche                                 |
| U+A694 (42644) | Ꚕ               | Großbuchstabe                           | links nach rechts           | CYRILLIC CAPITAL LETTER HWE                        | Kyrillischer Großbuchstabe Chwe                                    |
| U+A695 (42645) | ꚕ               | Kleinbuchstabe                          | links nach rechts           | CYRILLIC SMALL LETTER HWE                          | Kyrillischer Kleinbuchstabe Chwe                                   |
| U+A696 (42646) | Ꚗ               | Großbuchstabe                           | links nach rechts           | CYRILLIC CAPITAL LETTER SHWE                       | Kyrillischer Großbuchstabe Schwe                                   |
| U+A697 (42647) | ꚗ               | Kleinbuchstabe                          | links nach rechts           | CYRILLIC SMALL LETTER SHWE                         | Kyrillischer Kleinbuchstabe Schwe                                  |
| U+A698 (42648) | Ꚙ               | Großbuchstabe                           | links nach rechts           | CYRILLIC CAPITAL LETTER DOUBLE O                   | Kyrillischer Großbuchstabe Doppel-O                                |
| U+A699 (42649) | ꚙ               | Kleinbuchstabe                          | links nach rechts           | CYRILLIC SMALL LETTER DOUBLE O                     | Kyrillischer Kleinbuchstabe Doppel-O                               |
| U+A69A (42650) | Ꚛ               | Großbuchstabe                           | links nach rechts           | CYRILLIC CAPITAL LETTER CROSSED O                  | Kyrillischer Großbuchstabe durchkreuztes O                         |
| U+A69B (42651) | ꚛ               | Kleinbuchstabe                          | links nach rechts           | CYRILLIC SMALL LETTER CROSSED O                    | Kyrillischer Kleinbuchstabe durchkreuztes O                        |
| U+A69C (42652) | ꚜ               | modifizierender Buchstabe               | links nach rechts           | MODIFIER LETTER CYRILLIC HARD SIGN                 | Modifizierender Buchstabe kyrillisches hartes Zeichen              |
| U+A69D (42653) | ꚝ               | modifizierender Buchstabe               | links nach rechts           | MODIFIER LETTER CYRILLIC SOFT SIGN                 | Modifizierender Buchstabe kyrillisches weiches Zeichen             |
| U+A69F (42655) | ꚟ                | Markierung ohne Extrabreite             | Markierung ohne Extrabreite | COMBINING CYRILLIC LETTER IOTIFIED E               | Kombinierender kyrillischer Buchstabe präjotiertes E               |